# Guilty (Blue-Album)
Guilty ist das dritte Studioalbum der britischen Boygroup Blue aus dem Jahr 2003.

## Singleauskopplungen
Am 20. Oktober 2003 kam die gleichnamige Leadsingle Guilty des Albums heraus. Anfang November 2003 erschien das Album. Am 24. November 2003 folgte die zweite Singleauskopplung Signed, Sealed, Delivered, I’m Yours; am 22. März 2004 mit Breathe Easy die dritte Single. Die vierte und letzte Single kam am 16. Juni 2004 heraus.

## Titelliste
| #  | Titel                                                                     | Autor(en)                                                                                                 | Produzent(en)                            | Länge |
| -- | ------------------------------------------------------------------------- | --- | ---------------------------------------- | ----- |
| 1  | Stand Up                                                                  | Antony Costa, Duncan James, Lee Ryan, Simon Webbe, Joe Belmaati, Mich Hansen, Remee                       | Cutfather & Joe                          | 3:38  |
| 2  | Signed, Sealed, Delivered I'm Yours (feat. Stevie Wonder und Angie Stone) | Stevie Wonder, Lee Garrett, Syreeta Wright, Lula Mae Hardaway                                             | Martin Harrington, Ash Howes             | 3:33  |
| 3  | Taste It                                                                  | Duncan James, Gary Barlow, Eliot Kennedy, Tim Woodcock                                                    | True North                               | 3:33  |
| 4  | Guilty                                                                    | Duncan James, Gary Barlow, Eliot Kennedy, Tim Woodcock                                                    | True North, Martin Harrington, Ash Howes | 3:45  |
| 5  | Bubblin'                                                                  | Antony Costa, Lars Halvor Jensen, Johannes Jørgensen, Ali Tennant                                         | Deekay                                   | 3:05  |
| 6  | Rock the Night                                                            | Antony Costa, Matt Rowe, Sheppard Solomon                                                                 | Matt Rowe                                | 3:21  |
| 7  | When Summer's Gone                                                        | Antony Costa, Duncan James, Lee Ryan, Simon Webbe, Mikkel S. Eriksen, Tor Erik Hermansen, Hallgeir Rustan | StarGate                                 | 4:11  |
| 8  | Alive                                                                     | Antony Costa, Duncan James, Lee Ryan, Simon Webbe, Mikkel S. Eriksen, Tor Erik Hermansen, Hallgeir Rustan | StarGate                                 | 3:39  |
| 9  | I Wanna Know                                                              | Antony Costa, Duncan James, Rasmus Bille Bähncke, René Tromborg, Nate Butler, Leonard Dixon               | Supa'Flyas                               | 3:38  |
| 10 | Back It Up                                                                | Antony Costa, Simon Webbe, Lars Halvor Jensen, Dicky Daniel Klein, Johannes Jørgensen, Ali Tennant        | Deekay                                   | 3:32  |
| 11 | Breathe Easy                                                              | Lee Ryan, Lars Halvor Jensen, Martin M. Larsson                                                           | Deekay                                   | 4:36  |
| 12 | Walk Away                                                                 | Lee Ryan, Ash Howes, Wayne Hector, Martin Harrington                                                      | Martin Harrington, Ash Howes             | 4:39  |
| 13 | Where You Want Me                                                         | Duncan James, John McLaughlin, Steve Robson                                                               | Steve Robson                             | 3:45  |
| 14 | How's a Man Supposed to Change?                                           | Lee Ryan, Rob Persaud                                                                                     | Rob Persaud                              | 4:04  |
| 15 | No Goodbyes                                                               | Antony Costa, Ash Howes, Martin Harrington, Conner Reeves                                                 | Martin Harrington, Ash Howes             | 3:57  |

## Rezeption

### Rezensionen
Stefan Johannesberg, Musikkritiker von laut.de, konstatierte: „[…]Nochmal: Duncan James, Antony Costa, Lee Ryan und Simon Webbe können singen! Da klingt nichts gezwungen oder gequält clubtauglich. Auch richtige Schmalzberge wie das rührende Klavierstück "Breathe Easy" oder die akustische Midtempo-Nummer "When Summer's Gone" erklimmen sie in professioneller Zusammenarbeit leicht und locker. Der Marsch über Albumlänge wird nicht zur Qual“.

### Charts und Chartplatzierungen
| ChartsChartplatzierungen     | Höchstplatzierung | Wochen |
| ---------------------------- | ----------------- | ------ |
| Deutschland (GfK)            | 8 (38 Wo.)        | 38     |
| Österreich (Ö3)              | 13 (17 Wo.)       | 17     |
| Schweiz (IFPI)               | 12 (43 Wo.)       | 43     |
| Vereinigtes Königreich (OCC) | 1 (24 Wo.)        | 24     |

| ChartsJahrescharts (2003)    | Platzierung |
| ---------------------------- | ----------- |
| Vereinigtes Königreich (OCC) | 29          |

| ChartsJahrescharts (2004) | Platzierung |
| ------------------------- | ----------- |
| Deutschland (GfK)         | 82          |
| Schweiz (IFPI)            | 100         |